# Ontherus lunicollis
Ontherus lunicollis là một loài bọ cánh cứng trong họ Bọ hung (Scarabaeidae).